# Amstelplein (Uithoorn)

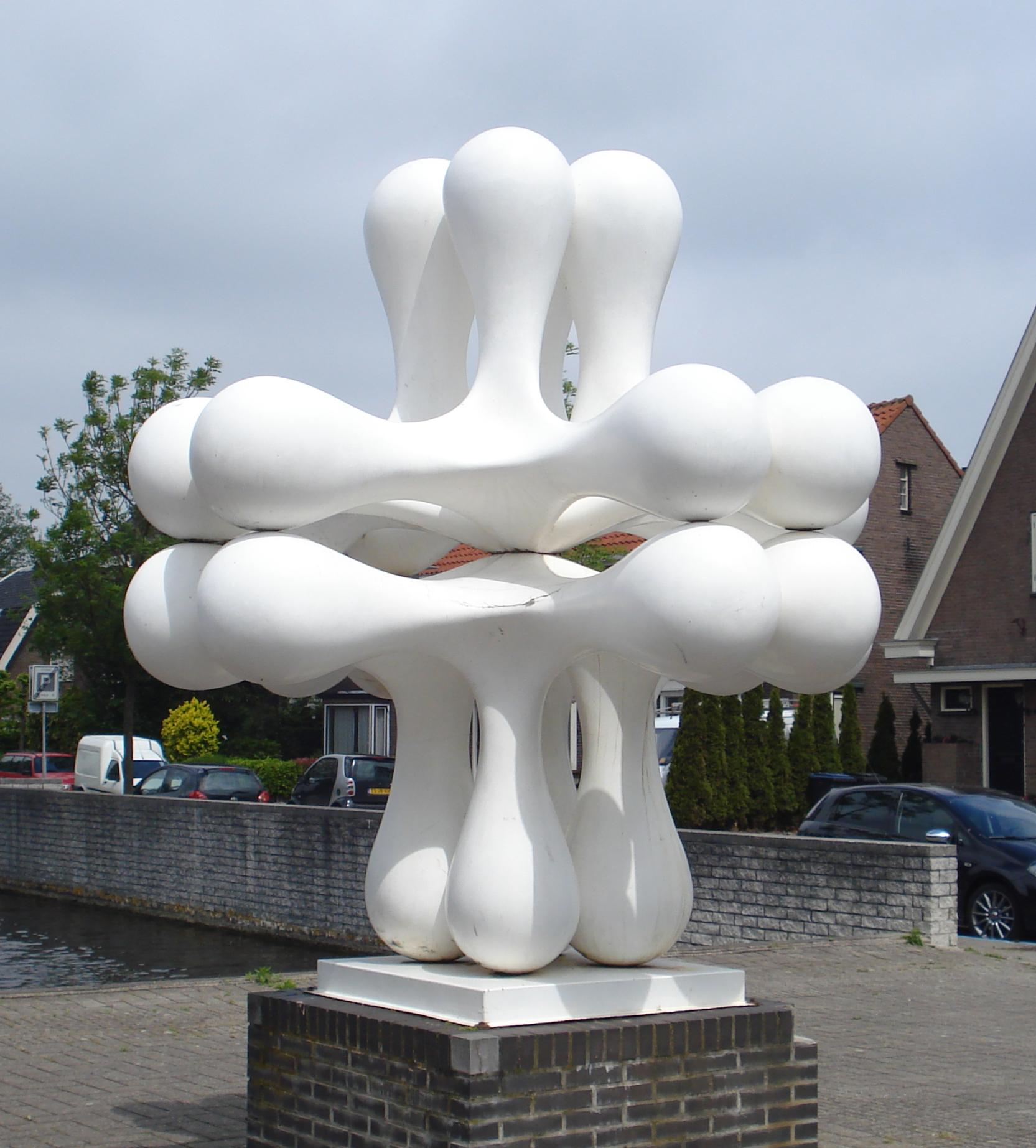
Amstelplein met kunstwerk in 2015

Het Amstelplein is het centrale plein in de Noord-Hollandse plaats en gemeente Uithoorn. Het plein en winkelcentrum is gelegen ten noorden van de Uithoornse wijk Meerwijk, ten zuiden van de Provinciale weg 196, die daar tegenwoordig de Koningin Máximaweg heet, en ten noorden van de Boterdijk en de Meerwijk, ten oosten van de Amstel en ten westen van de Nieuwe Meerlaan.
Eind jaren 80, begin jaren 90 heeft het plein een grote metamorfose ondergaan en zijn er een groot aantal winkels en woningen bijgebouwd en ontstond er een overdekt winkelcentrum. Aan de Laan van Meerwijk nabij het plein staat het gemeentehuis. Aan de overzijde van de Provincialeweg sluit het plein aan op de winkels in de Dorpsstraat en het Marktplein van het oude dorp. Aan de Laan van Meerwijk nabij het winkelcentrum heeft buslijn 174 naar Amstelveen zijn standplaats en lijn 274 een halte. 
Het plein is vernoemd naar de rivier de Amstel. 